# Meringa
Genre
Meringa est un genre d'araignées aranéomorphes de la famille des Physoglenidae.

## Distribution
Les espèces de ce genre sont endémiques de Nouvelle-Zélande.

## Liste des espèces
Selon World Spider Catalog (version 18.0, 09/05/2017) :
- Meringa australis Forster, 1990
- Meringa borealis Forster, 1990
- Meringa centralis Forster, 1990
- Meringa conway Forster, 1990
- Meringa hinaka Forster, 1990
- Meringa leith Forster, 1990
- Meringa nelson Forster, 1990
- Meringa otago Forster, 1990
- Meringa tetragyna Forster, 1990

## Publication originale
- Forster, Platnick & Coddington, 1990 : A proposal and review of the spider family Synotaxidae (Araneae, Araneoidea), with notes on theridiid interrelationships. Bulletin of the American Museum of Natural History, no 193, p. 1-116 (texte intégral).